# Die Elenden (1935)
Die Elenden ist ein US-amerikanischer Historienfilm von Richard Boleslawski aus dem Jahr 1935 nach dem Roman Die Elenden von Victor Hugo, den dieser 1862 fertigstellte. Diese Filmversion erhielt insgesamt vier Oscar-Nominierungen, darunter für den Besten Film, konnte den begehrten Preis jedoch in keiner Kategorie erlangen. In Österreich kam der Film  unter dem Titel Les Miserables (Das Brandmal des Gesetzes) in den Verleih.

## Handlung
Im Frankreich des frühen 19. Jahrhunderts wird Jean Valjean, der von gutem Charakter und großer Stärke ist, wegen des Diebstahls eines Laibes Brot zu zehn Jahren Galeerenstrafe verurteilt. Als er nach zehn Jahren entlassen wird, wird er überall wie ein Verbrecher behandelt. Lediglich ein Geistlicher nimmt ihn auf und zeigt ihm den richtigen Weg.
Unter anderer Identität gelingt es ihm, sich eine Existenz aufzubauen und er wird ein angesehener Bürger. Dort begegnet er Inspector Javert, der den Buchstaben des Gesetzes vertritt. Valjean hatte schon auf der Galeere unter diesem Mann leiden müssen. Inspector Javert erkennt ihn nicht gleich, schöpft aber Verdacht und lässt nachforschen, ob es sich nicht in Wahrheit um einen ehemaligen Sträfling handelt, der seiner Meldepflicht nicht nachgekommen ist und daher bestraft werden muss.
Ohne sein Wissen entlässt eine Mitarbeiterin von ihm aufgrund von Gerüchten eine Angestellte, Frau Fantine. Darauf muss diese ihre Tochter Cosette bei Fremden als Haushaltshilfe unterbringen, wo das Mädchen aber ausgebeutet und misshandelt wird. Valjean holt das Mädchen, Cosette, dort heraus.
Als ein Anderer für Valjean gehalten wird und zur Strafe auf der Galeere verurteilt werden soll, glaubt Inspector Javert, er habe sich geirrt und bittet um seine Entlassung, weil das Gesetz es verlangt. Valjean, inzwischen Bürgermeister, lehnt das aber ab.
Stattdessen gibt er seine falsche Identität auf und rettet so den Fremden vor der Verurteilung. Er muss nun, da seine wahre Identität bekannt ist, allerdings vor dem Gesetz fliehen. Die kranke Fantine stirbt deswegen vor Aufregung und Valjean flieht zusammen mit ihrer Tochter, die er an Kindes statt annimmt. In einem Kloster finden sie Zuflucht vor der Verfolgung Javerts.
Als Cosette herangewachsen ist und es an der Zeit ist, das Kloster zu verlassen, gehen sie nach Paris. Cosette verliebt sich dort in den Anführer einer Studentenbewegung. Und wieder wird Valjean von Inspector Javert, der nach Paris versetzt wurde, verfolgt. Als Valjean Gelegenheit hat, Inspector Javert zu töten, lässt er ihn aber leben.

## Hintergrund
Der Film gehört zu einer Reihe von rund fünfzig Literaturverfilmungen des Romanstoffs von Hugo. Im Film lassen sich viele Unterschiede zu Hugos Romanvorlage erkennen. So wird Valjeans Haftzeit von 19 Jahren zwischen 1796 und 1815 auf insgesamt zehn Jahre zwischen 1800 und 1810 verkürzt. Außerdem lernt Cosette bereits am Anfang des Filmes Valjeans wahre Identität kennen. Vielfach wurde der Roman auch für den Hays Code umgeändert, so wird aus Eponines Vergangenheit auf der Straße eine Vergangenheit als Sekretärin und die Leiden von Fantine werden kaum gezeigt. Die Studenten haben auch nicht das Ziel, die Regierung zu stürzen, sondern verlangen eine Schulreform. Zudem fehlt die Figur des Jungen Gavroche, eine der populärsten Figuren im Roman. Trotz dieser vielen Änderungen ist diese Verfilmung nach wie vor sehr anerkannt und angesehen.
Hauptdarsteller Fredric March war im wahren Leben mit Florence Eldridge, die Fantine spielt, verheiratet. Sie waren von 1927 bis zu Marchs Tod im Jahre 1975 verheiratet. Die Elenden reiht sich in eine lange Liste von klassischen Literaturverfilmungen ein, die in dieser Zeit in Hollywood entstanden. Speziell wollte Produzent Darryl F. Zanuck die vielen MGM-Literaturverfilmungen wie Vier Schwestern oder David Copperfield übertrumpfen, die dort meist von David O. Selznick produziert wurden. Deshalb stattete Zanuck seinen Film mit einer hochklassigen Besetzung sowie vielen aufwendigen Kostümen und Schauplätzen aus.
In einer Filmszene kommt es zu einer Panne als Valjeans Kleidung während seines Aufenthalts im „White Sergeant“ schmutzig ist, während sie zuvor und danach sauber war.
Die deutsche Synchronfassung entstand 1975 bei der Studio Hamburg Synchron.
| Figur                       | Darsteller       | Deutscher Sprecher    |
| --------------------------- | ---------------- | --------------------- |
| Jean Valjean / Champmathieu | Fredric March    | Gert Günther Hoffmann |
| Inspector Javert            | Charles Laughton | Hans-Dieter Zeidler   |
| Bischof Bienvenu            | Cedric Hardwicke | Paul Edwin Roth       |
| Cosette                     | Rochelle Hudson  | Regine Lamster        |
| Cosette als Kind            | Marilyn Knowlden | Madeleine Stolze      |
| Marius                      | John Beal        | Wolfgang Draeger      |

## Auszeichnungen
Bei der Oscarverleihung 1936 wurde der Film vier Mal für einen Oscar nominiert, erhielt jedoch keinen. Die Nominierungen erfolgten in den Kategorien bester Film, beste Regieassistenz für Eric Stacey, beste Kamera für Gregg Toland sowie bester Schnitt für Barbara McLean.

## Kritik
Das Lexikon des internationalen Films schrieb, dass der Film „dank der gekonnten formalen Gestaltung […] als Zeit- und Revolutionsbild viel Glaubwürdigkeit [gewinnt].“ Beim US-amerikanischen Rotten Tomatoes fallen elf von 13 Kritiken positiv aus, Kritiker lobten unter anderem die Schauspielleistungen von March und Laughton und die kraftvolle Umsetzung des Romanes. Leonard Maltin gab dem Film dreieinhalb von vier Sternen und bewertete ihn als „sorgfältige Adaption“ von Hugos klassischer Geschichte.
In Österreich lief der Film unter dem Titel Das Brandmal des Gesetzes. Friedrich Porges schrieb in seiner Kritik vom 4. Januar 1936 in Der Wiener Tag: „In der grandiosen Schlußszene überbieten Laughton und March einander an künstlerischer Vehemenz des Ausdrucks. Immer aufs neue dramatische Verdichtung gewinnend, erreicht der Film noch am Ende einen Höhepunkt. Von den Darstellern, die unter Boleslawskis strenger Führung mit schlichten Mitteln stärksten Eindruck erzielen, sind noch Sir Cedric Hardwicke als Bischof und Rochelle Hudson als Cosette unbedingt erwähnenswert.“